# (21655) Niklauswirth
(21655) Niklauswirth est un astéroïde de la ceinture principale.

## Description
(21655) Niklauswirth est un astéroïde de la ceinture principale. Il fut découvert le 8 août 1999 à l'Observatoire d'Ondřejov par Lenka Šarounová. Il présente une orbite caractérisée par un demi-grand axe de 2,64 UA, une excentricité de 0,18 et une inclinaison de 13,4° par rapport à l'écliptique.

## Compléments